# 赤沢英二
赤沢 英二（あかざわ えいじ、1929年(昭和4年)6月22日 - 2012年(平成24年)5月23日）は、日本の日本美術史学者。東京学芸大学名誉教授。中世美術が専門。

## 来歴
東京出身。東京大学理学部水産学科から文学部美術史学科に転じ1957年(昭和32年)卒業、同大学院修士課程修了、東京学芸大学助教授、1975年（昭和50年）教授、1995年（平成7年）定年退官、名誉教授、実践女子大学教授。2000年（平成12年）退職。

## 著書
- 『日本中世絵画の新資料とその研究』（中央公論美術出版） 1995
- 『雪村研究』（中央公論美術出版） 2003
- 『雪村周継 多年雪舟に学ぶといへども』（ミネルヴァ書房、日本評伝選） 2008
- 『涅槃図の図像学 仏陀を囲む悲哀の聖と俗千年の展開』（中央公論美術出版） 2011

### 共著
- 『在外日本の至宝 第3巻 水墨画』（毎日新聞社） 1979
- 『在外日本の至宝 第6巻 文人画・諸派』（毎日新聞社） 1980
- 『日本美術全集 第16巻 室町の水墨画 雪舟/雪村/元信』（編集、学習研究社） 1980
- 『朝鮮王朝実録抄 中世美術史料』（編、鈴木廣之, 高橋忠彦監修、中央公論美術出版） 2016